# Markus G. Dreyfus
Pour les articles homonymes, voir Dreyfus.
Markus Getsch Dreyfus, également Markus Götsch Dreifus(s) (18 novembre 1812 à Endingen  - 20 mai 1877 à Zurich), est un enseignant et publiciste suisse de confession juive, engagé dans la lutte pour l'émancipation des Juifs en Suisse.  

## Biographie

### Origines et famille
Markus G. Dreifus est né le 18 novembre 1812 à Endingen, dans le canton d'Argovie. Il en est également originaire. Son père se nomme Getsch Marum Dreyfus ; sa mère, également originaire d'Endingen, est née Rosetta Ris. Son grand-père maternel est le rabbin Abraham Ris.
Il épouse Luise Löwengardt, de Dettensee (Principauté de Hohenzollern-Sigmaringen.

### Formation et parcours professionnel
Après une éducation juive traditionnelle, il entre à l'âge de 14 ans au collège talmudique de Breisach. Il poursuit ses études au séminaire protestant des instituteurs de Karlsruhe (aujourd'hui Pädagogische Hochschule Karlsruhe).
En 1831, après avoir passé l'examen d'instituteur à Aarau, il devient professeur d'hébreu à l'école primaire israélite récemment fondée à Endingen. Parallèlement, il poursuit sa formation à l'école cantonale d'Aarau et, en 1834, il s'inscrit pour une courte période[réf. nécessaire] à l'Université de Bâle, où il est le premier juif suisse en faculté des lettres. Il est en 1837 le premier juif déclaré éligible à un poste d'instituteur titulaire.
Il décide bientôt de se consacrer entièrement à l'enseignement. Un été, il enseigne à l'Institut Fellenberg à Hofwil, puis à Hagenthal en Alsace. Ayant été déclaré premier Juif éligible au poste de directeur d'école, il occupe ce poste dans la nouvelle école israélite d'Endingen. Il exerce cette fonction pendant de nombreuses années, avec de brèves interruptions en 1843 et 1861, lorsqu'il travaille comme professeur de religion pour la communauté juive de Genève et comme rédacteur du Winterthurer Landbote.
Il accepte ensuite un poste à Francfort-sur-le-Main, où il est chargé par le banquier Hahn de créer une école agricole juive.
Dreyfus retourne en Suisse en 1872 et travaille comme professeur de religion à Zurich jusqu'en 1876.

## Influence
Markus G. Dreyfus a consacré sa vie à l'éducation de la jeunesse juive selon les normes de l'époque. En outre, il a été très actif dans la lutte pour l'émancipation des Juifs en Suisse. Sa pédagogie s'inspire des écoles réformatrices du siècle des Lumières judéo-allemand. Son livre Erste hebräische Lesebüchlein (le premier livret de lecture en hébreu), qu'il a rédigé, connut plusieurs éditions.   
En 1839, peu de temps après la levée des restrictions imposées par la Suisse aux Juifs dans divers domaines professionnels, Dreyfus fonde l'association des artisans de Poel tow pour soutenir les apprentis juifs. La tentative de créer une école d'agriculture à Endingen échoue en revanche par manque de fonds. Outre son travail d'enseignant, Dreyfus est également actif en tant que journaliste et entretient des contacts avec des représentants influents du judaïsme libéral tels que le rabbin Ludwig Philippson, le pionnier du judaïsme réformé Abraham Geiger et l'historien Isaak Marcus Jost.
Entre 1839 et 1866, Dreyfus adresse plusieurs pétitions au canton d'Argovie et au gouvernement fédéral suisse concernant l'égalité civile des juifs. En 1860, il publie Zur Würdigung des Judenthums unter seinen Nichtbekennern (Sur l'appréciation du judaïsme par ses non-confesseurs), dans lequel il présente les principes du judaïsme sous forme de dialogue, en s'opposant aux attaques populaires. Deux ans plus tard, une proposition de loi pour l'émancipation des juifs en Suisse est rejetée, et la lutte se poursuit jusqu'en 1866, date à laquelle un référendum apporte enfin l'égalité civile pour laquelle Dreyfus s'est battu. En Argovie, certaines restrictions locales au vote régional subsistent jusqu'en 1874.